# Campeonato de baloncesto masculino de la NAIA
El Campeonato nacional de baloncesto masculino de la NAIA (National Association of Intercollegiate Athletics) es un torneo de baloncesto universitario que se celebra anualmente desde 1937, con la excepción de 1944 y 2020. Fue creado por James Naismith como un torneo para universidades pequeñas de los Estados Unidos. A diferencia del Torneo de la NCAA, lo disputan solamente 32 equipos, celebrándose en tan solo una semana en vez de las tres del torneo mayor.
Desde 1992, la NAIA patrocina también un campeonato de División II, a semejanza de lo que ocurre en la NCAA, pero a diferencia de aquella, no tiene División III. La única universidad en ganar el título de la NAIA y de la NCAA ha sido Louisville. Southern Illinois ha ganado los torneos de la NAIA y el National Invitation Tournament (NIT). Central Misuri y Fort Hays State han ganado los títulos nacionales de la NAIA y la División II de la NCAA. Curiosamente, Indiana State ha sido subcampeón de los torneos de la NAIA (1946 y 1948), de la División I de la NCAA (1979) y de la División II de la NCAA (1968), aunque ganó la NAIA en 1950.

## División I
El campeonato de baloncesto masculino de la División I de la NAIA se disputa actualmente en el Municipal Auditorium en Kansas City.
| Año  | Campeón                                       | Marcador                                      | Finalista                                     | Pabellón                                      | Ciudad                                        |
| ---- | --------------------------------------------- | --------------------------------------------- | --------------------------------------------- | --------------------------------------------- | --------------------------------------------- |
| 1937 | Central Misuri State                          | 35-24                                         | Morningside (Iowa)                            | Municipal Auditorium                          | Kansas City, Misuri                           |
| 1938 | Central Misuri State                          | 45-30                                         | Roanoke (Virginia)                            | Municipal Auditorium                          | Kansas City, Misuri                           |
| 1939 | Southwestern (Kansas)                         | 32-31                                         | San Diego State                               | Municipal Auditorium                          | Kansas City, Misuri                           |
| 1940 | Tarkio (Misuri)                               | 52-31                                         | San Diego State                               | Municipal Auditorium                          | Kansas City, Misuri                           |
| 1941 | San Diego State                               | 36-32                                         | Murray State                                  | Municipal Auditorium                          | Kansas City, Misuri                           |
| 1942 | Hamline (Minnesota)                           | 33-31                                         | Southeast Oklahoma                            | Municipal Auditorium                          | Kansas City, Misuri                           |
| 1943 | Southeast Misuri State                        | 34-32                                         | Northwest Misuri State                        | Municipal Auditorium                          | Kansas City, Misuri                           |
| 1944 | No hubo torneo                                | No hubo torneo                                | No hubo torneo                                | No hubo torneo                                | No hubo torneo                                |
| 1945 | Loyola (La.)                                  | 49-36                                         | Pepperdine                                    | Municipal Auditorium                          | Kansas City, Misuri                           |
| 1946 | Southern Illinois                             | 49-40                                         | Indiana State                                 | Municipal Auditorium                          | Kansas City, Misuri                           |
| 1947 | Marshall                                      | 73-59                                         | Mankato State (Minn.)                         | Municipal Auditorium                          | Kansas City, Misuri                           |
| 1948 | Louisville                                    | 82-70                                         | Indiana State                                 | Municipal Auditorium                          | Kansas City, Misuri                           |
| 1949 | Hamline (Minn.)                               | 57-46                                         | Regis (Colo.)                                 | Municipal Auditorium                          | Kansas City, Misuri                           |
| 1950 | Indiana State                                 | 61-47                                         | East Central (Okla.)                          | Municipal Auditorium                          | Kansas City, Misuri                           |
| 1951 | Hamline (Minn.)                               | 69-61                                         | Millikin (Ill.)                               | Municipal Auditorium                          | Kansas City, Misuri                           |
| 1952 | Southwest Misuri State                        | 73-64                                         | Murray State                                  | Municipal Auditorium                          | Kansas City, Misuri                           |
| 1953 | Southwest Misuri State                        | 79-71                                         | Hamline (Minn.)                               | Municipal Auditorium                          | Kansas City, Misuri                           |
| 1954 | St. Benedict's (Kan.)                         | 62-56                                         | Western Illinois                              | Municipal Auditorium                          | Kansas City, Misuri                           |
| 1955 | East Texas State                              | 71-54                                         | Southeast Oklahoma                            | Municipal Auditorium                          | Kansas City, Misuri                           |
| 1956 | McNeese State                                 | 60-55                                         | Texas Southern                                | Municipal Auditorium                          | Kansas City, Misuri                           |
| 1957 | Tennessee State                               | 92-73                                         | Southeast Oklahoma                            | Municipal Auditorium                          | Kansas City, Misuri                           |
| 1958 | Tennessee State                               | 85-73                                         | Western Illinois                              | Municipal Auditorium                          | Kansas City, Misuri                           |
| 1959 | Tennessee State                               | 97-87                                         | Pacific Lutheran (Wash.)                      | Municipal Auditorium                          | Kansas City, Misuri                           |
| 1960 | Southwest Texas State                         | 66-44                                         | Westminster (Pa.)                             | Municipal Auditorium                          | Kansas City, Misuri                           |
| 1961 | Grambling State                               | 95-75                                         | Georgetown (Ky.)                              | Municipal Auditorium                          | Kansas City, Misuri                           |
| 1962 | Prairie View                                  | 62-53                                         | Westminster (Pa.)                             | Municipal Auditorium                          | Kansas City, Misuri                           |
| 1963 | Pan American (Texas)                          | 73-62                                         | Western Carolina                              | Municipal Auditorium                          | Kansas City, Misuri                           |
| 1964 | Rockhurst (Mo.)                               | 66-56                                         | Pan American (Texas)                          | Municipal Auditorium                          | Kansas City, Misuri                           |
| 1965 | Central State (Ohio)                          | 85-51                                         | Oklahoma Baptist                              | Municipal Auditorium                          | Kansas City, Misuri                           |
| 1966 | Oklahoma Baptist                              | 88-59                                         | Georgia Southern                              | Municipal Auditorium                          | Kansas City, Misuri                           |
| 1967 | St. Benedict's (Kan.)                         | 71-65                                         | Oklahoma Baptist                              | Municipal Auditorium                          | Kansas City, Misuri                           |
| 1968 | Central State (Ohio)                          | 51-48                                         | Fairmont State (W.Va.)                        | Municipal Auditorium                          | Kansas City, Misuri                           |
| 1969 | Eastern New Mexico                            | 99-76                                         | Maryland-Eastern Shore                        | Municipal Auditorium                          | Kansas City, Misuri                           |
| 1970 | Kentucky State                                | 79-71                                         | Central Washington                            | Municipal Auditorium                          | Kansas City, Misuri                           |
| 1971 | Kentucky State                                | 102-82                                        | Eastern Michigan                              | Municipal Auditorium                          | Kansas City, Misuri                           |
| 1972 | Kentucky State                                | 71-62                                         | Wisconsin-Eau Claire                          | Municipal Auditorium                          | Kansas City, Misuri                           |
| 1973 | Guilford (N.C.)                               | 99-96                                         | Maryland-Eastern Shore                        | Municipal Auditorium                          | Kansas City, Misuri                           |
| 1974 | West Georgia                                  | 97-79                                         | Alcorn State                                  | Municipal Auditorium                          | Kansas City, Misuri                           |
| 1975 | Grand Canyon (Ariz.)                          | 65-54                                         | Midwestern State (Texas)                      | Kemper Arena                                  | Kansas City, Misuri                           |
| 1976 | Coppin State (Md.)                            | 96-91                                         | Henderson State (Ark.)                        | Kemper Arena                                  | Kansas City, Misuri                           |
| 1977 | Texas Southern                                | 71-44                                         | Campbell                                      | Kemper Arena                                  | Kansas City, Misuri                           |
| 1978 | Grand Canyon (Ariz.)                          | 79-75                                         | Kearney State (Neb.)                          | Kemper Arena                                  | Kansas City, Misuri                           |
| 1979 | Drury (Misuri)                                | 60-54                                         | Henderson State (Ark.)                        | Kemper Arena                                  | Kansas City, Misuri                           |
| 1980 | Cameron (Okla.)                               | 84-77                                         | Alabama State                                 | Kemper Arena                                  | Kansas City, Misuri                           |
| 1981 | Bethany Nazarene (Okla.)                      | 86-85 (pr.)                                   | Alabama-Huntsville                            | Kemper Arena                                  | Kansas City, Misuri                           |
| 1982 | South Carolina-Spartanburg                    | 51-38                                         | Biola (Calif.)                                | Kemper Arena                                  | Kansas City, Misuri                           |
| 1983 | College of Charleston                         | 57-53                                         | West Virginia Wesleyan                        | Kemper Arena                                  | Kansas City, Misuri                           |
| 1984 | Fort Hays State (Kan.)                        | 48-46 (pr.)                                   | Wisconsin-Stevens Point                       | Kemper Arena                                  | Kansas City, Misuri                           |
| 1985 | Fort Hays State (Kan.)                        | 82-80 (pr.)                                   | Wayland Baptist (Texas)                       | Kemper Arena                                  | Kansas City, Misuri                           |
| 1986 | David Lipscomb (Tenn.)                        | 67-54                                         | Arkansas-Monticello                           | Kemper Arena                                  | Kansas City, Misuri                           |
| 1987 | Washburn (Kan.)                               | 79-77                                         | West Virginia State                           | Kemper Arena                                  | Kansas City, Misuri                           |
| 1988 | Grand Canyon (Ariz.)                          | 88-86 (pr.)                                   | Auburn-Montgomery                             | Kemper Arena                                  | Kansas City, Misuri                           |
| 1989 | St. Mary's (Texas)                            | 61-58                                         | East Central (Okla.)                          | Kemper Arena                                  | Kansas City, Misuri                           |
| 1990 | Birmingham-Southern                           | 88-80                                         | Wisconsin-Eau Claire                          | Kemper Arena                                  | Kansas City, Misuri                           |
| 1991 | Oklahoma City                                 | 77-74                                         | Central Arkansas                              | Kemper Arena                                  | Kansas City, Misuri                           |
| 1992 | Oklahoma City                                 | 82-73 (pr.)                                   | Central Arkansas                              | Kemper Arena                                  | Kansas City, Misuri                           |
| 1993 | Hawaii Pacific                                | 88-83                                         | Oklahoma Baptist                              | Kemper Arena                                  | Kansas City, Misuri                           |
| 1994 | Oklahoma City                                 | 99-81                                         | Life (Ga.)                                    | Mabee Center                                  | Tulsa, Oklahoma                               |
| 1995 | Birmingham-Southern                           | 92-76                                         | Pfeiffer (N.C.)                               | Mabee Center                                  | Tulsa, Oklahoma                               |
| 1996 | Oklahoma City                                 | 86-80                                         | Georgetown (Ky.)                              | Mabee Center                                  | Tulsa, Oklahoma                               |
| 1997 | Life (Ga.)                                    | 73-64                                         | Oklahoma Baptist                              | Mabee Center                                  | Tulsa, Oklahoma                               |
| 1998 | Georgetown (Ky.)                              | 83-69                                         | Southern Nazarene (Okla.)                     | Donald W. Reynolds Center                     | Tulsa, Oklahoma                               |
| 1999 | Life (Ga.)                                    | 63-60                                         | Mobile (Ala.)                                 | Donald W. Reynolds Center                     | Tulsa, Oklahoma                               |
| 2000 | Life (Ga.)                                    | 61-59                                         | Georgetown (Ky.)                              | Tulsa Convention Center                       | Tulsa, Oklahoma                               |
| 2001 | Faulkner                                      | 63-59                                         | Oklahoma Science & Arts                       | Tulsa, Oklahoma Convention Center             | Tulsa, Oklahoma                               |
| 2002 | Oklahoma Science & Arts                       | 96-79                                         | Oklahoma Baptist                              | Municipal Auditorium                          | Kansas City, Misuri                           |
| 2003 | Concordia (CA)                                | 88-84 (pr.)                                   | Mountain State                                | Municipal Auditorium                          | Kansas City, Misuri                           |
| 2004 | Mountain State                                | 74-70                                         | Concordia                                     | Municipal Auditorium                          | Kansas City, Misuri                           |
| 2005 | John Brown                                    | 65-55                                         | Azusa Pacific                                 | Municipal Auditorium                          | Kansas City, Misuri                           |
| 2006 | Texas Wesleyan                                | 67-65                                         | Oklahoma City                                 | Municipal Auditorium                          | Kansas City, Misuri                           |
| 2007 | Oklahoma City                                 | 79-71                                         | Concordia (CA)                                | Municipal Auditorium                          | Kansas City, Misuri                           |
| 2008 | Oklahoma City                                 | 75-72                                         | Mountain State (W. Va.)                       | Municipal Auditorium                          | Kansas City, Misuri                           |
| 2009 | Rocky Mountain (Mont.)                        | 77-61                                         | Columbia (Mo.)                                | Municipal Auditorium                          | Kansas City, Misuri                           |
| 2010 | Oklahoma Baptist                              | 84-83                                         | Azusa Pacific                                 | Municipal Auditorium                          | Kansas City, Misuri                           |
| 2011 | Pikeville                                     | 83-76 (pr.)                                   | Mountain State                                | Municipal Auditorium                          | Kansas City, Misuri                           |
| 2012 | Concordia (CA)                                | 72-69                                         | Oklahoma Baptist                              | Municipal Auditorium                          | Kansas City, Misuri                           |
| 2013 | Georgetown (KY)                               | 88-62                                         | SAGU (TX)                                     | Municipal Auditorium                          | Kansas City, Misuri                           |
| 2014 | Vanguard (CA)                                 | 70-65                                         | Emmanuel (GA)                                 | Municipal Auditorium                          | Kansas City, Misuri                           |
| 2015 | Dalton State (GA)                             | 71–53                                         | Westmont (CA)                                 | Municipal Auditorium                          | Kansas City, Misuri                           |
| 2016 | Mid-America Christian (OK)                    | 100–99 (pr.)                                  | Georgetown (KY)                               | Municipal Auditorium                          | Kansas City, Misuri                           |
| 2017 | Texas Wesleyan                                | 86-76                                         | Life (GA)                                     | Municipal Auditorium                          | Kansas City, Misuri                           |
| 2018 | Graceland                                     | 83-80 (pr.)                                   | LSU–Alexandria                                | Municipal Auditorium                          | Kansas City, Misuri                           |
| 2019 | Georgetown (KY)                               | 68-48                                         | Carroll                                       | Municipal Auditorium                          | Kansas City, Misuri                           |
| 2020 | (Sin torneo debido a la Pandemia de COVID-19) | (Sin torneo debido a la Pandemia de COVID-19) | (Sin torneo debido a la Pandemia de COVID-19) | (Sin torneo debido a la Pandemia de COVID-19) | (Sin torneo debido a la Pandemia de COVID-19) |
| 2021 | Shawnee State                                 | 74–68                                         | Lewis–Clark State                             | Municipal Auditorium                          | Kansas City, Misuri                           |
| 2022 | Loyola (LA)                                   | 71–56                                         | Talladega                                     | Municipal Auditorium                          | Kansas City, Misuri                           |
| 2023 | College of Idaho                              | 73–71                                         | Indiana Tech                                  | Municipal Auditorium                          | Kansas City, Misuri                           |
| 2024 | Freed–Hardeman                                | 71–67                                         | Langston                                      | Municipal Auditorium                          | Kansas City, Misuri                           |

## División II
El campeonato de baloncesto de la División II de la NAIA actualmente se disputa en el Keeter Gymnasium en el campus del College of the Ozarks en Point Lookout (Misuri), cerca de Branson.
| Año  | Campeón                     | Marcador      | Finalista                     | Pabellón              | Ciudad                      |
| ---- | --------------------------- | ------------- | ----------------------------- | --------------------- | --------------------------- |
| 1992 | Grace (Ind.)                | 85-79 (pr.)   | Northwestern (Iowa)           | Wisdom Gym            | Stephenville, Texas         |
| 1993 | Willamette (Ore.)           | 63-56         | Northern State (S.D.)         | Montgomery Fieldhouse | Nampa, Idaho                |
| 1994 | Eureka (Ill.)               | 98-95 (pr.)   | Northern State (S.D.)         | Montgomery Fieldhouse | Nampa, Idaho                |
| 1995 | Bethel (Ind.)               | 103-95 (pr.)  | Northwest Nazarene (Idaho)    | Montgomery Fieldhouse | Nampa, Idaho                |
| 1996 | Albertson College of Idaho  | 81-72 (pr.)   | Whitworth (Wash.)             | Montgomery Fieldhouse | Nampa, Idaho                |
| 1997 | Bethel (Ind.)               | 95-94         | Siena Heights (Mich.)         | Montgomery Fieldhouse | Nampa, Idaho                |
| 1998 | Bethel (Ind.)               | 89-87         | Oregon Tech                   | Idaho Center          | Nampa, Idaho                |
| 1999 | Cornerstone (Mich.)         | 113-109 (pr.) | Bethel (Ind.)                 | Idaho Center          | Nampa, Idaho                |
| 2000 | Embry-Riddle (Fla.)         | 75-63         | College of the Ozarks (Mo.)   | Keeter Gymnasium      | Point Lookout, Misuri       |
| 2001 | Northwestern (Iowa)         | 82-78         | MidAmerica Nazarene (Kan.)    | Keeter Gymnasium      | Point Lookout, Misuri       |
| 2002 | Evangel (Mo.)               | 84-61         | Robert Morris (Ill.)          | Keeter Gymnasium      | Point Lookout, Misuri       |
| 2003 | Northwestern (Iowa)         | 77-57         | Bethany (Kan.)                | Keeter Gymnasium      | Point Lookout, Misuri       |
| 2004 | Oregon Tech                 | 81-72         | Bellevue (Neb.)               | Keeter Gymnasium      | Point Lookout, Misuri       |
| 2005 | Walsh (Ohio)                | 81-70         | Concordia (Neb.)              | Keeter Gymnasium      | Point Lookout, Misuri       |
| 2006 | College of the Ozarks (Mo.) | 74-56         | Huntington (Ind.)             | Keeter Gymnasium      | Point Lookout, Misuri       |
| 2007 | MidAmerica Nazarene (Kan.)  | 78-60         | Mayville State (N.D.)         | Keeter Gymnasium      | Point Lookout, Misuri       |
| 2008 | Oregon Tech                 | 63-56         | Bellevue (Neb.)               | Keeter Gymnasium      | Point Lookout, Misuri       |
| 2009 | Oklahoma Wesleyan           | 60-53         | College of the Ozarks (Mo.)   | Keeter Gymnasium      | Point Lookout, Misuri       |
| 2010 | Saint Francis (Indiana)     | 67-66         | Walsh (Ohio)                  | Keeter Gymnasium      | Point Lookout, Misuri       |
| 2011 | Cornerstone (Mich.)         | 80-71         | Saint Francis (Indiana)       | Keeter Gymnasium      | Point Lookout, Misuri       |
| 2012 | Oregon Tech                 | 63-46         | Northwood (Florida)           | Keeter Gymnasium      | Point Lookout, Misuri       |
| 2013 | Cardinal Stritch (WI)       | 73-59         | William Penn (Iowa)           | Keeter Gymnasium      | Point Lookout, Misuri       |
| 2014 | Indiana Wesleyan University | 78-68         | Midland University (Nebraska) | Keeter Gymnasium      | Point Lookout, Misuri       |
| 2015 | Cornerstone (Mich.)         | 66-45#        | Dakota Wesleyan (S.D.)        | Keeter Gymnasium      | Point Lookout, Misuri       |
| 2016 | Indiana Wesleyan University | 69–66         | Saint Francis                 | Keeter Gymnasium      | Point Lookout, Misuri       |
| 2017 | Union (Kent.)               | 72-69         | Cornerstone (Mich.)           | Keeter Gymnasium      | Point Lookout, Misuri       |
| 2018 | Indiana Wesleyan            | 84-71         | Saint Francis                 | Sanford Pentagon      | Sioux Falls, Dakota del Sur |
| 2019 | Spring Arbor                | 82-76         | Oregon Tech                   | Sanford Pentagon      | Sioux Falls, Dakota del Sur |